# 셰인 웨스트
셰인 웨스트(Shane West, 1978년 6월 10일~)는 미국의 배우이자 가수이다.

## 출연 작품
- 겟 오버 잇
- 워크 투 리멤버